# Greg: o Contador de Histórias
Greg - o contador de histórias é uma minissérie de história em quadrinhos criada por Marcio R. Gotland. A HQ foi lançada originalmente como webcomic em 2014, passando a ser publicada em versão impressa a partir de 2016, em quatro partes. Os dois primeiros volumes, lançados em 2016, foram financiados por crowdfunding através da plataforma Catarse. Os dois volumes seguintes foram lançados, respectivamente, em 2017 e 2018, também através de financiamento coletivo. A trama gira em torno de Gregório, um contador de histórias que impulsiona jovens a lutar contra a tirania e segregação social em um futuro distópico. O quarto volume da minissérie ganhou, em 2019, o 31º Troféu HQ Mix na categoria "melhor publicação em minissérie".